# 手塚勝巳
手塚 勝巳（、1912年〈大正元年〉8月31日 - 1989年）は、日本の元俳優、元スーツアクター（縫いぐるみ俳優）、元プロ野球選手。本名は手塚健次。神奈川県横浜市出身。

## 来歴・人物
早実、専修大学を経て、プロ野球選手として大東京軍に所属。ポジションは投手→外野手。通算5試合に代打出場し、5打数0安打。
現役引退後は映画俳優に転じ、日活多摩川撮影所を振り出しに大都映画、東宝映画に移籍し、終戦後は新東宝を経て東宝に移籍したが、これにはマキノ雅弘による口利きがあったとされる。
入社後も俳優仲間の待遇面などでの折衝役を務めるなど親分肌で、東宝俳優部のいわゆる「大部屋俳優」たちのトップにいた人気者であった。その影響力は一俳優の立場を超えたものであり、撮影所の所長や東宝の重役も一目置いていたという。中島春雄によれば、手塚は俳優としての仕事はあまりしていなかったが、いざという時は頼られていたと証言している。仲間内での愛称は「テッチャン」。
元プロスポーツ選手としての体力を買われ、『ゴジラ』でゴジラ役に抜擢されたが、着ぐるみを着てのテストの際に3メートルほど歩いたところでその重さ（150キログラム超）に耐えきれず、国会議事堂のセットにつまずいて倒れてしまったのに対し、自分より若い中島春雄が先に10メートルほど歩いていたため、これを見て円谷英二はメインを中島に交代させた。手塚は中島の補助とされ、国会議事堂のシーンなどでゴジラ役を担当した。中島によれば、手塚は国会議事堂を破壊するシーンの撮影中に何かにつまずいて転倒し、「こんな出来損ないで演技が出来るか！」と怒鳴り散らした挙句、造形のアルバイトを突き飛ばしたという。
造形助手として『ゴジラ』の製作に携わっていた鈴木儀雄によれば、手塚は腕っ節の強い荒っぽい人で、同じ造形スタッフでもベテランの利光貞三や八木康栄・勘寿兄弟には怒らず、文句も言わないかわりに、年下の鈴木や開米栄三には当たり散らしており、鈴木は手塚に殴られたり、突き飛ばされたりしたという。そのため、手塚はスタッフから距離を置かれるようになり、中島が中心となる一因ともなった。また、開米によれば、中島や『キングコング対ゴジラ』でキングコングなどを演じた広瀬正一らは造形スタッフの酒盛りによく参加していたが、手塚はプライドがあったのであまり参加しなかったと述べている。
次作品『ゴジラの逆襲』では、ゴジラの敵怪獣のアンギラス役を演じた。ゴジラ役の中島は、大阪府中之島を舞台とした格闘シーンの撮影で着ぐるみに入った手塚の首根っこを捕まえた際、普段は大部屋で頭の上がらない親分格の手塚とあって、つい力が入ってしまったかもしれないと述懐している。
その後も中島の補助役として数々の怪獣役を演じており、『大怪獣バラン』でバラン役を演じた際にはプールでの撮影の際に照明の電源ボックスが水中に落ち、感電してしまったことがある。
1960年代半ば以降、出演作品は確認されていない。着ぐるみ俳優としては、『モスラ対ゴジラ』（1964年）を最後に中島のサポートに徹していたとされる。また、中島によれば『怪獣大戦争』（1965年）でラドンを演じた篠原正記は手塚の自宅で書生を務めており、手塚の口利きで怪獣役になったという。
東宝が専属俳優制度を廃止した後は、東宝を退社しCM会社を立ち上げた。

## 詳細情報

### 年度別打撃成績
| 年 度     | 球 団     | 試 合 | 打 席 | 打 数 | 得 点 | 安 打 | 二 塁 打 | 三 塁 打 | 本 塁 打 | 塁 打 | 打 点 | 盗 塁 | 盗 塁 死 | 犠 打 | 犠 飛 | 四 球 | 敬 遠 | 死 球 | 三 振 | 併 殺 打 | 打 率 | 出 塁 率 | 長 打 率 | O P S |
| --------- | --------- | ----- | ----- | ----- | ----- | ----- | -------- | -------- | -------- | ----- | ----- | ----- | -------- | ----- | ----- | ----- | ----- | ----- | ----- | -------- | ----- | -------- | -------- | ----- |
| 1936秋    | 大東京    | 3     | 3     | 3     | 0     | 0     | 0        | 0        | 0        | 0     | 0     | 0     | --       | 0     | --    | 0     | --    | 0     | 2     | --       | .000  | .000     | .000     | .000  |
| 1937春    | 大東京    | 2     | 2     | 2     | 0     | 0     | 0        | 0        | 0        | 0     | 0     | 0     | --       | 0     | --    | 0     | --    | 0     | 0     | --       | .000  | .000     | .000     | .000  |
| 通算：2年 | 通算：2年 | 5     | 5     | 5     | 0     | 0     | 0        | 0        | 0        | 0     | 0     | 0     | --       | 0     | --    | 0     | --    | 0     | 2     | --       | .000  | .000     | .000     | .000  |

### 背番号
- 9 （1936年）

## 出演作

### 映画
- 白蘭の歌（1939年 渡辺邦男監督）[1]
- 海軍爆撃隊（1940年）[1]
- 四十八人目の男（1952年）[1]
- 太平洋の鷲（1953年 本多猪四郎監督）：航空参謀[21][1]
- ゴジラシリーズ
  - ゴジラ（1954年 本多猪四郎監督）：ゴジラ[3][1][22][23]、新聞社デスク[21][5][1][7][4]
  - ゴジラの逆襲（1955年 小田基義監督）：アンギラス[1][24][23]
  - キングコング対ゴジラ（1962年 本多猪四郎監督）：ゴジラ[1][25][注釈 3]
  - モスラ対ゴジラ（1964年 本多猪四郎監督）：ゴジラ[26]
  - 三大怪獣 地球最大の決戦（1964年 本多猪四郎監督）：ゴジラ[27]
- 不滅の熱球（1955年 鈴木英夫監督）：審判員
- 夫婦善哉（1955年 豊田四郎監督）
- 囚人船（1956年 稲垣浩監督）：操舵
- 空の大怪獣 ラドン（1956年 本多猪四郎監督）：ホテル支配人[2][3][1]、メガヌロン[1][28][11][注釈 4][注釈 5]
- 大番（1957年 千葉泰樹監督）
- 地球防衛軍（1957年 本多猪四郎監督）：モゲラ[1][29][4]、村人[4]
- 恐怖の弾痕（1957年 高田繁明監督）：客
- 大怪獣バラン（1958年 本多猪四郎監督）：バラン[1][30][23]
- 美女と液体人間（1958年 本多猪四郎）：漁夫[6]（船員[5]）
- 鉄腕投手 稲尾物語（1959年 本多猪四郎監督）：球団トレーナー・吉川
- 戦国群盗伝（1959年）
- 日本誕生（1959年 稲垣浩監督） - 大伴の兵[31]
- 宇宙大戦争（1959年 本多猪四郎監督）：海将[21]
- ハワイ・ミッドウェイ大海空戦 太平洋の嵐（1960年 松林宗恵監督）：花嫁の介添え[要出典]
- 大坂城物語（1961年 稲垣浩監督）：大野主馬
- モスラ（1961年 本多猪四郎監督） :モスラ幼虫[32][1][33][注釈 6]、カメラマン[32][注釈 7]
- 妖星ゴラス（1962年 本多猪四郎監督）：マグマ[1][34][11][注釈 7]
- どぶろくの辰（1962年）
- 太平洋の翼（1963年 松林宗恵監督）
- マタンゴ（1963年 本多猪四郎監督）：視察団[35]
- 海底軍艦（1963年 本多猪四郎監督）：防衛庁幹部E[3][36]
- 青島要塞爆撃命令 （1963年 古澤憲吾監督）：艦隊参謀[要出典][注釈 7]
- 太平洋奇跡の作戦 キスカ（1965年 丸山誠治監督）：秋雲艦長[37][注釈 7]
- けものみち（1965年 須川栄三監督）：深見
- ひき逃げ（1966年 成瀬巳喜男監督）
- クレージーだよ奇想天外（1966年 坪島孝監督）：与党議員
- 社長シリーズ
  - 社長千一夜（1967年 松林宗恵監督）：会社幹部B
  - 続・社長千一夜（1967年 松林宗恵監督）：観光事業関係者B